# Roland Goossens
Roland Goossens (Thy-le-Château, 1 maart 1937), ook wel Gos genoemd, is een Belgisch striptekenaar. Hij begon zijn carrière als militair tot in 1965, waarna hij als striptekenaar en scenarioschrijver actief werd voor het weekblad Robbedoes van uitgeverij Dupuis. Hij werkte als assistent van Peyo en zijn werk is erg beïnvloed door deze stripmaker. Hij werd geassisteerd door zijn zoon Walter Goossens, die werkte onder het pseudoniem Walt, en dit vanaf diens 16e verjaardag.
- Guus Slim (scenario van Maurice Tillieux, deel 13-16 + Guus Slim Omnibus deel 2, Dupuis)
- Jakke en Silvester (coscenario met Peyo/Derib (deel 2) voor François Walthéry, 3 albums, collectie Reeks Jeugdzonden, Dupuis)
- De Katamarom (coscenario van Walt, deel 13-36, 36 albums, Dupuis (deel 1-34) en Glénat (deel 35-36))
- Natasja (scenario voor François Walthéry, deel 1-2, Dupuis)
- Robbedoes en Kwabbernoot (coscenario voor André Franquin, deel 19, Dupuis)
- De Smurfen (in studioverband met Peyo, deel 5-6, Dupuis)
- Steven Sterk (coscenario met Peyo voor Peyo (deel 4)/François Walthéry (deel 4-6), Dupuis).
- De Mini-mensjes (scenario voor Pierre Seron, samen met Walt), deel 19, 1985, Dupuis

- Biblioteca Nacional de España: XX956248
- Bibliothèque nationale de France: cb119054543 (data)
- Catàleg d'autoritats de noms i títols de Catalunya: 981058530027806706
- Gemeinsame Normdatei: 123996554
- International Standard Name Identifier: 0000 0003 6862 8040
- Library of Congress Control Number: nr2003024309
- Nationale Bibliotheek van Tsjechië: xx0019599
- Nationale Bibliotheek van Israël: 987007411170005171
- Nederlandse Thesaurus van Auteursnamen: 068964153
- RKD-Nederlands Instituut voor Kunstgeschiedenis: 32891
- Système universitaire de documentation: 026897709
- Virtual International Authority File: 39321044
- WorldCat: E39PBJyMj7FRJwP8cXBRTWKDbd